# Messa di voce
Messa di Voce (italienisch für „die Stimme setzen“, vom italienischen mettere, entsprechender deutscher Begriff "Intonation") ist eine „dynamische Gesangsverzierung“ auf einem besonders lang ausgehaltenen Ton.
Sie besteht in einem An- und Abschwellen (Crescendo, Decrescendo) der Stimmlautstärke während des Haltetons, idealerweise vom Pianissimo bis zum Fortissimo und umgekehrt, ohne Änderung der Tonhöhe und anderer Aspekte wie Intonation und Vibrato. Die Kastraten der Barockzeit, die in der Regel sehr kräftig gebaut waren, konnten damit ihre beherrschte Kraft und ihr Lungenvolumen unter Beweis stellen.
Der Begriff darf nicht mit mezza voce („halbe Stimme“, mit halbem Einsatz singen) verwechselt werden.

## Historische Verzierung
Die Zahl und Länge der Haltetöne im Notentext zeigen, in welchem Maß die Komponisten ihren Sängern dieses Kunststück zutrauten, das im Belcanto vielfach als ultimative Prüfung der Gesangskunst eines Sängers galt. Zuerst wurde diese Verzierung als musikalisch-rhetorisches Mittel von Giulio Caccini in Le Nuove Musiche 1601/2 erwähnt («crescere et scemare della voce»), er nennt sie allerdings noch esclamazione („Ausruf“). Der Begriff Messa di voce findet sich zum ersten Mal bei Domenico Mazzocchi 1638. Giuseppe Tartini hielt es für nicht mit dem Vibrato, aber mit einem langen Triller vereinbar. In der Barockoper war es häufig am Anfang von Arien vorgesehen und findet sich auch noch zum Beispiel in Vincenzo Bellinis Norma (1831).
Die Verzierung kann sinngemäß auch auf andere Instrumente übertragen werden. Bei Sängern wird das Messa di voce im Zuge der historisch informierten Aufführungspraxis vor allem seit Ende des 20. Jahrhunderts wieder verlangt.

## Gesangspädagogik
Heute wird ein ähnliches Verfahren als vorbereitende Übung in der Gesangspädagogik angewendet. Die Verzierung kam aus der Mode, als die Kastraten nicht mehr üblich waren. Domenico Corri (1746–1825) definiert das messa di voce bereits als „die Vorbereitung der Stimme für ein Crescendo“. Um Verwechslungen mit der Verzierung in der Alten Musik zu vermeiden, empfiehlt das Riemann Musiklexikon, in diesem Fall von „Schwellton“ zu sprechen.